# Monier-Williams Sanskrit-English Dictionary
Monier-Williams Sanskrit-English Dictionary est un dictionnaire sanskrit-anglais écrit par Monier Monier-Williams au XIXe siècle. Ce dictionnaire, toujours actualisé aujourd'hui, reste la référence dans le monde des sanskritistes et des indologues.